# 仰城溫泉站
仰城溫泉站（：／ Angseongoncheon yeok */?）是中部內陸線沿線的一座鐵路車站，位於韓國忠清北道忠州市仰城面敦山里，有KTX列車停靠。

## 車站結構
站體為2面4線的雙島式月台，3、4號月台目前不使用，因此實際上為1面2線的島式月台。

### 月台配置
| ↑ 甘谷長湖院    |
| １２ \| ３４ \| |
| 忠州 ↓          |

| 月台 | 路線       | 車種 | 目的地       |
| ---- | ---------- | ---- | ------------ |
| 1    | 中部內陸線 | KTX  | 往 夫鉢方向  |
| 2    | 中部內陸線 | KTX  | 往 忠州 方向 |

## 歷史
- 2021年12月31日：通車啟用。

## 相鄰車站
韓國鐵道公社
中部內陸線
甘谷長湖院－仰城溫泉－金加信號場